# Campeonato Mundial de Bádminton de 2022
El XXVII Campeonato Mundial de Bádminton se celebró en Tokio (Japón) entre el 22 y el 28 de agosto de 2022 bajo la organización de la Federación Mundial de Bádminton (BWF) y la Federación Japonesa de Bádminton.
Las competiciones se realizaron en el Gimnasio Metropolitano de la capital nipona.
Los jugadores de Rusia y Bielorrusia fueron excluidos de este campeonato debido a la invasión rusa de Ucrania.

## Calendario
| P | Preliminares | 1/16 | Dieciseisavos de final | ⅛ | Octavos de final | ¼ | Cuartos de final | ½ | Semifinales | F | Finales |

| Agosto de 2022       | 22 Lun | 23 Mar | 24 Mié | 25 Jue | 26 Vie | 27 Sáb | 28 Dom |
| -------------------- | ------ | ------ | ------ | ------ | ------ | ------ | ------ |
| Individual masculino | P      | P      | P      | ⅛      | ¼      | ½      | F      |
| Dobles masculino     | P      | P      | P      | ⅛      | ¼      | ½      | F      |
| Individual femenino  | P      | P      | P      | ⅛      | ¼      | ½      | F      |
| Dobles femenino      | P      | P      | P      | ⅛      | ¼      | ½      | F      |
| Dobles mixto         | P      | P      | P      | ⅛      | ¼      | ½      | F      |

## Medallistas
| Evento               | Oro                             | Plata                                    | Bronce                                                                                     |
| -------------------- | ------------------------------- | ---------------------------------------- | ------------------------------------------------------------------------------------------ |
| Individual masculino | Viktor Axelsen Dinamarca        | Kunlavut Vitidsarn Tailandia             | Zhao Junpeng China Chou Tien-Chen China Taipéi                                             |
| Dobles masculino     | Aaron Chia Soh Wooi Yik Malasia | Mohammad Ahsan Hendra Setiawan Indonesia | Fajar Alfian Muhammad Rian Ardianto Indonesia Satwiksairaj Rankireddy Chirag Shetty India  |
| Individual femenino  | Akane Yamaguchi Japón           | Chen Yufei China                         | Tai Tzu-Ying China Taipéi An Se-Young Corea del Sur                                        |
| Dobles femenino      | Chen Qingchen Jia Yifan China   | Kim So-Yeong Kong Hee-Yong Corea del Sur | Mayu Matsumoto Wakana Nagahara Japón Puttita Supajirakul Sapsiree Taerattanachai Tailandia |
| Dobles mixto         | Zheng Siwei Huang Yaqiong China | Yuta Watanabe Arisa Higashino Japón      | Mark Lamsfuß · Isabel Lohau · Alemania Wang Yilyu · Huang Dongping · China                 |

## Medallero
| Núm. | País          | Oro | Plata | Bronce | Total |
| ---- | ------------- | --- | ----- | ------ | ----- |
| 1    | China         | 2   | 1     | 2      | 5     |
| 2    | Japón         | 1   | 1     | 1      | 3     |
| 3    | Dinamarca     | 1   | 0     | 0      | 1     |
| 3    | Malasia       | 1   | 0     | 0      | 1     |
| 5    | Corea del Sur | 0   | 1     | 1      | 2     |
| 5    | Indonesia     | 0   | 1     | 1      | 2     |
| 5    | Tailandia     | 0   | 1     | 1      | 2     |
| 8    | China Taipéi  | 0   | 0     | 2      | 2     |
| 9    | Alemania      | 0   | 0     | 1      | 1     |
| 9    | India         | 0   | 0     | 1      | 1     |
|      | TOTAL         | 5   | 5     | 10     | 20    |